# Wilfried Seibel (Lebensmitteltechnologe)
Wilfried Seibel (* 1930 in Dalwigsthal; † 12. Januar 2006 in Detmold) war ein deutscher Lebensmitteltechnologe. Er war Leiter der Bundesanstalt für Getreide-, Kartoffel- und Fettforschung in Detmold (heute aufgegangen im Max Rubner-Institut) und Vizepräsident der Arbeitsgemeinschaft Getreideforschung.

## Leben
Seibel studierte Landwirtschaft; 1956 promovierte er an der Universität Gießen, danach ging er zunächst in die Forschung, dann als technischer Leiter zu einer großen niederländischen Mühle. 1968 wurde er Leiter der damaligen Bundesforschungsanstalt für Getreide- und Kartoffelverarbeitung und nach einer Umstrukturierung der Bundesforschungsanstalt Leiter des Institutes für Müllerei- und Bäckerei-Technologie.
Seibel veröffentlichte über 700 Beiträge über Getreidetechnologie und Getreideverarbeitung und hielt über 600 Vorträge dazu. Zwischen 1968 und 1995 war er Vizepräsident der  Arbeitsgemeinschaft Getreideforschung e. V., ab 1973 war er Schriftleiter der Fachzeitschrift Getreidetechnologie. Zeitweise war er „Editor-in-Chief“ der Zeitschrift Getreide, Mehl und Brot. Im Jahr 1995 wurde er pensioniert.
Seibel war in mehreren Verbänden aktiv und übernahm dort Ämter: so war er seit 1975 Mitglied der AACC International (American Association of Cereal Chemists) und dort Mitglied der europäischen Sektion. Weiterhin hatte er Ämter in der International Association for Cereal Science and Technology (ICC) inne: von 1988 bis 1996 war er dort technischer Direktor, von 1996 bis 2006 Ko-Direktor und auch Präsident der ICC von 1996 bis 1998.

## Auszeichnungen
- Clyde H Bailey Medal der International Association for Cereal Science and Technology (1982)

## Veröffentlichungen
- (Hrsg.): Feine Backwaren, 2. Auflage, Hamburg: Behr 2001, ISBN 3-86022-852-8.